# Eaglehawk Neck
Eaglehawk Neck – miasto w Australii, w południowej części Tasmanii, nad Oceanem Spokojnym.